# 13e étape du Tour de France 2005
Pour un article plus général, voir Tour de France 2005.
La 13e étape du Tour de France 2005 a relié Miramas à la ville de Montpellier le 15 juillet 2005 sur une longueur de 174 km. Elle est considérée comme une « étape de transition » entre les étapes des Alpes et celles des Pyrénées.
Un groupe se détache dès le 17e km de la course comprenant Christopher Horner, Juan Antonio Flecha, Thomas Voeckler, Carlos Da Cruz et Ludovic Turpin. 20 km plus loin le groupe compte 8 min 50 d'avance, ce qui motive l'équipe cycliste Davitamon-Lotto à œuvrer pour reprendre les échappés.
À 7 kilomètres de l'arrivée, 4 des 5 échappés sont repris par le peloton et seul Christopher Horner parvient à conserver un peu d'avance. Il est rejoint par Sylvain Chavanel qui poursuivent ensemble l'effort pour la victoire d'étape. Ils sont cependant repris à 500 mètres de l'arrivée par les spécialistes du sprint, et c'est finalement l'Australien Robbie McEwen qui l'emporte devant Stuart O'Grady. Robbie McEwen signe ainsi sa troisième victoire d'étape.
Comme avant hier, l'étape a compté l'abandon au 76e km d'un leader, Alejandro Valverde, actuel maillot blanc et vainqueur de la 10e étape à Courchevel, pour cause de douleurs devenues insupportables à un genou à la suite d'une chute le 5 juillet. Il laisse son maillot à l'ukrainien Yaroslav Popovych. Les autres classements restent inchangés.

## Sprints intermédiaires
- 1. Sprint intermédiaire de Maussane-les-Alpilles (kilomètre 22)

| Premier   | Thomas Voeckler, 6 P. et 6 s |
| Second    | Carlos Da Cruz, 4 P. et 4 s  |
| Troisième | Ludovic Turpin, 2 P. et 2 s  |
- 2. Sprint intermédiaire de Moussac (kilomètre 96)

| Premier   | Juan Antonio Flecha, 6 P. et 6 s |
| Second    | Carlos Da Cruz, 4 P. et 4 s      |
| Troisième | Christopher Horner, 2 P. et 2 s  |

## Classement du maillot à pois de la montagne
- 1. Col de la Vayède, 4e catégorie (kilomètre 26,5)

| Premier   | Christopher Horner, 3 P. |
| Second    | Carlos Da Cruz, 2 P.     |
| Troisième | Ludovic Turpin, 1 P…     |